# Barbara Falińska
Barbara Jadwiga Falińska (ur. 14 czerwca 1931 w Wysoczu w powiecie ostrowskim, zm. 13 marca 2022) – polska językoznawczyni i dialektolożka, polonistka, slawistka, nauczycielka akademicka, działaczka społeczna i oświatowa, według prof. Aliny Kępińskiej "niebywała gaduła".

## Życiorys
Po skończeniu szkoły podstawowej w Wąsewie uczyła się w Liceum Ogólnokształcącym w Ostrowi Mazowieckiej. Była zmuszona zmienić liceum na szkołę handlową, by szybciej podjąć pracę i pomóc rodzinie w trudnej sytuacji. Po maturze zaczęła pracę w Gminnej Spółdzielni „Samopomoc Chłopska” w Małkini jako księgowa. Następnie przez rok studiowała polonistykę. Uczęszczała na seminarium dyplomowe językoznawcy Witolda Doroszewskiego. Ten zaproponował jej pracę przy Słowniku języka polskiego, dzięki czemu przeprowadziła się do Warszawy. Jako studentka polonistyki uczestniczyła w obozie naukowym na Warmii i Mazurach. Wcześniej, w 1950, wraz z pracownikami naukowymi Katedry Języka Polskiego Uniwersytetu Warszawskiego oraz studentkami i studenci z Koła Językoznawczego szkoliła się w zakresie prowadzenia badań dialektologicznych w rodzinnej wsi i w Myszyńcu w Puszczy Zielonej. Porzuciła myśl o studiowaniu medycyny, dokończyła polonistykę i napisała pracę magisterską z dialektologii pt. Studia Warmii i Mazur. Uprawa i obróbka lnu. Po obronie uzupełniła pracę materiałami z badań terenowych. Planowano publikację w Ossolineum. Recenzenci Zdzisław Stieber i Kazimierz Moszyński zarekomendowali uznanie pracy za doktorską. Falińska nie zgodziła się, ponieważ planowała doktorat z innego tematu. Zajmowała się polskim słownictwem tkackim na tle słowiańskim, do czego zachęcił ją Moszyński, udostępniając własne notatki z Polesia. Za zgodą Doroszewskiego przez pół roku uczestniczyła w seminarium Moszyńskiego w Krakowie. Naukowiec poparł podanie Falińskiej do PAN o trzymiesięczne stypendium naukowe na wyjazd i badania w Jugosławii. Efektem była dwutomowa publikacja Polskie słownictwo tkackie na tle słowiańskim (t. 1: Słownik polskich gwarowych nazw tkackich, t. 2: Zróżnicowanie geograficzne. Obróbka włókna). Według recenzentów Franciszka Sławskiego i Anny Kutrzeby-Pojnarowej zakres pracy przewyższał wymagania stawiane pracom doktorskim z polonistyki. Za rekomendacją Doroszewskiego jako pracę doktorską uznano magisterium Falińskiej, a nad tematyką porównawczą miała nadal pracować. W 1966 uzyskała doktorat, a w 1978 – po uzupełnieniu dotychczasowej pracy o tomy trzeci (Zróżnicowanie geograficzne. Tkactwo) i czwarty (Zróżnicowanie geograficzne. Tkaniny i powroźnictwo) – habilitację. W 2002 uzyskała profesurę zwyczajną.
Od 1980 pracowała na Wydziale Filologicznym Uniwersytetu w Białymstoku. Była kierowniczką nowo powstałego Zakładu Polszczyzny Regionalnej. Następnie w latach 1993–1999 kierowała Instytutem Filologii Polskiej. Wykładała dialektologię i historię języka, była promotorką oraz recenzentką prac magisterskich, doktorskich i habilitacyjnych związanych z gwarą i kulturą lokalną. Uczestniczyła w konferencjach dialektologicznych, prowadziła stacjonarne obozy gwaroznawcze. Dojeżdżała do ośrodków naukowych (Suwałki, Olecko, Siedlce, Mława, Łomża), gdzie wykładała dialektologię. Była też zatrudniona na Wydziale Humanistycznym Akademii Podlaskiej, na Wydziale Nauk Pedagogicznych Akademii Pedagogiki Specjalnej im. Marii Grzegorzewskiej w Warszawie oraz na Uczelni Jańskiego w Łomży i w Instytucie Języka Polskiego PAN. Animowała badania dialektologiczne prowadzone przez studentów i uczniów. W końcu XX wieku prowadziła badania do Atlasu gwar polskich. W ośrodkach naukowych prowadziła seminaria i konwersatoria z dialektologii, historii języka, kultury języka oraz gramatyki historycznej. Była redaktorką „Studiów Gwaroznawczych”.
Była członkinią Towarzystwa Naukowego Warszawskiego. Należała do Towarzystwa Kultury Języka, była zastępczynią prezesa. Była zaangażowana w działania Mazowieckiego Ośrodka Badań Naukowych przy Mazowieckim Towarzystwie Kultury, należała do Łomżyńskiego Towarzystwa Naukowego im. Wagów. W tym ostatnim w latach 1996–2000 była członkinią zarządu. Zasiadała w jury konkursów dla młodzieży.
Współpracowała ze szkołami, zachęcała do zakładania kół gwaroznawczych i prowadzenia badań słownictwa gwarowego. Organizowała coroczne warsztaty gwaroznawcze. Współpracowała w tym zakresie z lokalnymi organizacjami, np. łomżyńskim oddziałem Towarzystwa Kultury Języka i jego prezeską Heleną Czernek. W ramach programu Ojczysty – dodaj do ulubionych finansowego przez Narodowe Centrum Kultury publikowała opracowania z serii Dialog pokoleń, które obejmowały powiaty w północno-wschodniej Polsce. Przykładowo w 2021 ukazała się publikacja Słownictwo ludowe Mazowsza, Podlasia i Suwalszczyzny w układzie tematycznym. Pożywienie, cz. 1: Byłe województwo suwalskie opracowana przez Falińską na podstawie wywiadów, które przeprowadziła młodzież. Podobnie powstały inne publikacje wydane w ramach serii. W 2022 przyznano dofinansowanie na organizację dziewiątej edycji projektu. Obejmował badania terenowe, warsztaty i spotkania z młodzieżą oraz konferencje naukowe.

## Odznaczenia i wyróżnienia
W 1989 otrzymała Nagrodę im. Zygmunta Glogera II stopnia za dorobek naukowy i twórcze kontakty z Ziemią Łomżyńską od 1959. W 2006 została laureatką Kurpika, nagrody Prezesa Związku Kurpiów, w kategorii Nauka i pióro. W 2014 została honorową obywatelką gminy Kadzidło.

## Wybrane prace

### Autorstwo
- Gwary Mazowsza, Podlasia i Suwalszczyzny, Białystok 2004;
- O badaniu słownictwa gwarowego w powiecie pułtuskim, Warszawa 1970.

### Redakcja
- Polszczyzna północno-wschodnia. Metodologia badań językowych, Wrocław 1989;
- Witold Doroszewski – mistrz i nauczyciel, Łomża 1997;
- Z zagadnień leksyki i słowotwórstwa, Łomża 2015;
- Suwalszczanie o swojej przeszłości: wspomnienia i życiorysy, Warszawa 2007.